# Ice Creamusume
Ice Creamusume。ou Ice Cream Musume。 (アイスクリー娘。, Ice Cream Musume), alias Bing Qi Lin Shao Nu Zu (冰淇淋少女組。) en chinois, est un groupe pop féminin du Hello! Project.

## Biographie
Il est formé de six idoles chinoises, sélectionnées par Tsunku après une audition nationale à Taïwan en septembre 2008 nommée Hello! Project New Star Audition destinée à former le premier groupe chinois du H!P. Les membres du groupe s'installent provisoirement au Japon en novembre pour se former au chant et à la danse et préparer son premier disque prévu pour janvier 2009, un mini-album avec des reprises de titres des Morning Musume en chinois. Le groupe est produit par Yoshitake Tanaka, qui produisit déjà le groupe Country Musume pour le H!P. Les membres adoptent des surnoms comme noms de scène.
PeiPei et Guu-chan sont absentes lors du concert annuel du Hello! Project au Japon fin 2009 auquel participe le groupe. Ice Creamusume est inactif depuis lors ; bien qu'aucune annonce officielle n'ait été faite, son blog officiel a fermé, et le groupe n'est plus mentionné sur le site officiel japonais du H!P depuis fin 2010.

## Membres
- Shenshen (シェンシェン, leader?) :  Wu Si Xuan (吳思璇, née : 10 janvier 1988)
- Anchii (アンチー, sub-leader?) :  Zhong An Qi (鍾安琪, née : 23 juillet 1989)
- Peipei (ペイペイ?) :  Zeng De Ping (曾德萍, née : 10 février 1991)
- Yōko ou Youko (ヨウコ?) :  Zhao Guo Rong (趙國蓉, née : 28 août 1992)
- Reirei (レイレイ?) :  Qiu Cui Ling (邱翠玲, née : 16 janvier 1994)
- Gū-chan ou Guu-chan (グーチャン?) :  Gu Jun (古筠, née : 14 décembre 1996)

## Discographie
- 1st Zui Bang! (2009/01/09) (mini-album, édition taïwanaise)
- 1st Saikō! (2009/01/31) (mini-album, édition japonaise)

## Liens
- (zh) Page officielle sur H.P Taiwan
- (ja) Blog officiel (fermé)
- (ja) Page officielle sur H!P.com (fermé)